# Blake Shelton's Barn & Grill
Blake Shelton's Barn & Grill è il terzo album in studio del cantante country statunitense Blake Shelton, pubblicato nel 2004.

## Tracce
1. Some Beach – 3:24
2. Nobody but Me – 2:38
3. Good Old Boy, Bad Old Boyfriend – 3:03
4. Love Gets in the Way – 3:30
5. Goodbye Time – 3:23
6. Cotton Pickin' Time – 3:16
7. What's on My Mind – 3:05
8. When Somebody Knows You That Well – 3:41
9. On a Good Day – 3:34
10. The Bartender – 3:16
11. I Drink – 3:25